# Mucobromsäure
Mucobromsäure ist eine chemische Verbindung aus der Gruppe der ungesättigten Oxocarbonsäuren.

## Gewinnung und Darstellung
Eine für eine industrielle Herstellung praktikable Synthese geht von Furfural aus, welches unter Ringöffnung oxidativ zur Mucobromsäure bromiert wird.

## Eigenschaften
NMR- und UV-Untersuchungen zeigen, dass die Mucobromsäure in neutraler oder saurer Lösung als Lacton vorliegt und im basischen Medium zur offenkettigen Aldehydform tautomerisiert.

## Verwendung
Durch Reduktion der Mucobromsäure mit Natriumborhydrid in Methanol und anschließender Aufarbeitung mit konzentrierter Schwefelsäure ist 3,4-Dibrom-2(5H)-furanon zugänglich, ein Zwischenprodukt für substituierte 2(5H)-Furanone und Tetronamide.
Durch Umsetzung von Mucobromsäure mit Natriumnitrit erhält man das Natrium-Nitromalondialdehyd, ein Zwischenprodukt zur Synthese von 2-Amino-5-nitropyrimidin und anderer heterocyclischer Verbindungen.
Mucobromsäure kann als Ausgangsmaterial zur Herstellung von Hexanitroethan verwendet werden.